# Teška snajperska puška MACS M2-A
Teška snajperska puška MACS M2-A hrvatske je proizvodnje a namijenjena je za djelovanje po živoj sili, neoklopljenim i lako oklopljenim vozilima, prizemljenim zrakoplovima, radarskim i drugim komunikacijskim antenama i sustavima. Koristi se i za eliminiranje neprijateljskih snajperista, uništavanje neeksplodiranih ubojnih sredstava i ostalo. Najefikasnije rezultate postiže na daljinama do 1500 m. Prethodnica je modela MACS M3.

## Osobine
MACS M2-A je puška s mogućnošću ispaljivanja jednog metka i s ručnim zatvaranjem obrtnog zatvarača. Cijev i zatvarač puške su konstruirani za metak 12,7 x 99 mm (Browning .50 BMG). Cijev puške je dužine 790 mm, cijela puška je dugačka 1470 mm, a na izlaznom završetku cijevi se nalazi plinska kočnica s tri komore koja za gotovo 60% smanjuje energiju trzanja pri ispaljenju. Početna brzina zrna pri izlazu iz cijevi je 855 m/s. Uz ovu pušku je predviđen optički ciljnik Kahles ZF 10x42, dok obični mehanički ciljnik nije predviđen. U kompletu se nalaze sklapajuće teleskopske nožice čije se podešavanje po visini može vršiti pojedinačno što je korisno pri gađanju s neravnog terena.

## Korisnici
- Hrvatska
- Slovenija
- Bosna i Hercegovina
- Srbija
- Rumunjska[2]

## Vanjske poveznice
- http://www.janes.com/articles/Janes-Infantry-Weapons/MACS-M2A-12-7-mm-sniper-rifle-Croatia.html%5Bneaktivna+poveznica%5D
- Croatian Antimaterial Rifles (engl.)